# 賴斯維爾 (印地安納州)
賴斯維爾（英語：Riceville）是位於美國印地安納州克勞福德縣的一個非建制地區。該地的面積和人口皆未知。

## 地理
賴斯維爾的座標為38°19′28″N 86°39′56″W / 38.32444°N 86.66556°W，而該地的平均海拔高度為145米（即476英尺）。